# ステファン・ニクレスク
ステファン・ニクレスク（ルーマニア語: Ştefan Niculescu, 1927年7月21日 - 2008年1月22日）はルーマニア出身の現代音楽の作曲家。

## 経歴
1927年、ドゥンボヴィツァ県モレニ生まれ。ブカレスト工科大学で学ぶ。当初は建築業界に身をおいていたが数年ほどで音楽学校へ再入学し、ピアノと作曲を学び卒業。同時期に共産党政権が成立し、国外への移動を禁止されたものの、創作活動をルーマニア国内で継続していた。